# フェルミの黄金律
フェルミの黄金律（フェルミのおうごんりつ、英: Fermi's golden rule）またはフェルミの黄金則（フェルミのおうごんぞく）とは、量子系のあるエネルギー固有状態から別のエネルギー固有状態への単位時間あたりの遷移確率を、摂動法の最低次数の近似によって計算する方法である。

## 概要
あるハミルトニアン {\displaystyle {\hat {H_{0}}}} の固有状態 {\displaystyle |i\rangle } であった系に、{\displaystyle {\hat {H'}}}で表される摂動が加えられた場合を考える。
もし {\displaystyle {\hat {H'}}} が時間依存しない場合、系は始状態と同じエネルギーを持つエネルギー固有状態に遷移する。
もし {\displaystyle {\hat {H'}}} が時間の関数として角振動数 {\displaystyle \omega } で振動する場合、系は始状態からエネルギーが {\displaystyle \hbar \omega } だけ異なるエネルギー固有状態に遷移する。
どちらの場合でも、始状態 {\displaystyle |i\rangle } から終状態の組 {\displaystyle |f\rangle } への単位時間あたりの遷移確率は、一次の摂動まで考慮すると、以下のフェルミの黄金律で与えられる。
{\displaystyle T_{i\rightarrow f}={\frac {2\pi }{\hbar }}\left|\langle f|{\hat {H'}}|i\rangle \right|^{2}\rho }
ここで、{\displaystyle \rho } は 終状態の状態密度（単位エネルギーあたりの状態数）、{\displaystyle \langle f|{\hat {H'}}|i\rangle } は{\displaystyle {\hat {H'}}}をエネルギー固有状態で行列表示した時の、始状態と終状態についての行列要素で遷移モーメントと呼ばれる。この遷移確率は崩壊確率とも呼ばれ、平均寿命と関連がある。
この方程式を導出する最も一般的な方法は、時間依存の摂動論から出発し、遷移に必要な時間より測定の時間がはるかに大きいという仮定をおくことである。
フェルミの名前が入っているが、黄金律を導く大半の仕事はディラックによって成された。ディラックは、定数、摂動の行列要素、エネルギー差の3つから成る、ほぼ同等の定式化をした。名前は、フェルミがこの便利な関係式を「第二の黄金律だ。」と言ったことに由来する
。これはいわゆるスティグラーの名前由来の法則の一例である。
フェルミの黄金律に含まれているのは行列要素{\displaystyle \langle f|{\hat {H'}}|i\rangle }の絶対値のみだが、この行列要素の位相には遷移過程についての別の情報が含まれている。これは電子輸送における半古典的なボルツマン方程式における黄金律を補足するものである。

## 導出
摂動ハミルトニアンが時間に周期的に依存しているとする。
{\displaystyle {\hat {H}}={\hat {H}}_{0}+{\hat {H}}'(t),{\hat {H}}'(t)={\hat {H}}'e^{-i\omega t}}
シュレーディンガー表示では時間発展は時間依存シュレーディンガー方程式に従う。
{\displaystyle i\hbar {\frac {\partial }{\partial t}}|\psi (t)\rangle =\left[{\hat {H}}_{0}+{\hat {H}}'(t)\right]|\psi (t)\rangle }
この式を相互作用表示に書き換える。相互作用表示での状態ベクトルとハミルトニアンは、
{\displaystyle {\begin{aligned}|\psi (t)_{\mathrm {I} }\rangle &=e^{i{\hat {H}}_{0}t/\hbar }|\psi (t)\rangle \\{\hat {H}}'_{\mathrm {I} }(t)&=e^{i{\hat {H}}_{0}t/\hbar }{\hat {H}}'(t)e^{-i{\hat {H}}_{0}t/\hbar }\end{aligned}}}
なので、シュレーディンガー方程式は、
{\displaystyle i\hbar {\frac {\partial }{\partial t}}|\psi (t)_{\mathrm {I} }\rangle ={\hat {H}}'_{\mathrm {I} }(t)|\psi (t)_{\mathrm {I} }\rangle }
これを形式的に解いて、
{\displaystyle |\psi (t)_{\mathrm {I} }\rangle =|\psi (0)_{\mathrm {I} }\rangle -{\frac {i}{\hbar }}\int _{0}^{t}dt'{\hat {H}}'_{\mathrm {I} }(t')|\psi (t')_{\mathrm {I} }\rangle }
右辺の{\displaystyle |\psi (t)_{\mathrm {I} }\rangle }にこの式を繰り返し代入して、摂動展開する。1次の項で打ち切ると、
{\displaystyle |\psi (t)_{\mathrm {I} }\rangle =\left(1-{\frac {i}{\hbar }}\int _{0}^{t}dt'{\hat {H}}'_{\mathrm {I} }(t')\right)|\psi (0)_{\mathrm {I} }\rangle }
ここで再びシュレーディンガー表示に書き換えると、
{\displaystyle |\psi (t)\rangle =e^{-i{\hat {H}}_{0}t/\hbar }\left(1-{\frac {i}{\hbar }}\int _{0}^{t}dt'e^{i{\hat {H}}_{0}t'/\hbar }{\hat {H'}}(t')e^{-i{\hat {H_{0}}}t'/\hbar }\right)|\psi (0)\rangle }
時間{\displaystyle t}における始状態{\displaystyle \psi (0)=\psi _{\mathrm {i} }}から終状態{\displaystyle \psi _{\mathrm {f} }}への遷移振幅{\displaystyle \langle \psi _{\mathrm {f} }|\psi (t)\rangle }は
{\displaystyle {\begin{aligned}\langle \psi _{\mathrm {f} }|\psi (t)\rangle &=-{\frac {i}{\hbar }}\int _{0}^{t}dt'\langle \psi _{\mathrm {f} }|e^{-i{\hat {H}}_{0}(t-t')/\hbar }{\hat {H'}}(t')e^{-i{\hat {H_{0}}}t'/\hbar }|\psi _{\mathrm {i} }\rangle \\&=-{\frac {i}{\hbar }}e^{-iE_{\mathrm {f} }t/\hbar }\langle \psi _{\mathrm {f} }|{\hat {H'}}|\psi _{\mathrm {i} }\rangle \int _{0}^{t}dt'e^{i(E_{\mathrm {f} }-E_{\mathrm {i} }-\hbar \omega )t'/\hbar }\\&=-2ie^{i(E_{\mathrm {f} }-E_{\mathrm {i} }-\hbar \omega )t/2\hbar }{\frac {\langle \psi _{\mathrm {f} }|{\hat {H'}}|\psi _{\mathrm {i} }\rangle }{E_{\mathrm {f} }-E_{\mathrm {i} }-\hbar \omega }}\sin {\frac {(E_{\mathrm {f} }-E_{\mathrm {i} }-\hbar \omega )t}{2\hbar }}\end{aligned}}}
ここで、{\displaystyle E} は無摂動ハミルトニアンの固有エネルギー ({\displaystyle {\hat {H}}_{0}|\psi _{\mathrm {f,i} }\rangle =E_{\mathrm {f,i} }|\psi _{\mathrm {f,i} }\rangle }) である。摂動が加わって充分時間が経過した後の遷移確率 {\displaystyle p_{\mathrm {f} \gets \mathrm {i} }(t)=\left|\langle \psi _{\mathrm {f} }|\psi (t)\rangle \right|^{2}}は、
{\displaystyle {\begin{aligned}p_{\mathrm {f} \gets \mathrm {i} }(t)&=4{\frac {\left|\langle \psi _{\mathrm {f} }|{\hat {H'}}|\psi _{\mathrm {i} }\rangle \right|^{2}}{(E_{\mathrm {f} }-E_{\mathrm {i} }-\hbar \omega )^{2}}}\sin ^{2}{\frac {(E_{\mathrm {f} }-E_{\mathrm {i} }-\hbar \omega )t}{2\hbar }}\\&\to {\frac {2\pi t}{\hbar }}\left|\langle \psi _{\mathrm {f} }|{\hat {H'}}|\psi _{\mathrm {i} }\rangle \right|^{2}\delta (E_{\mathrm {f} }-E_{\mathrm {i} }-\hbar \omega )\quad (t\to \infty )\end{aligned}}}
{\displaystyle \sin ^{2}(kx)/kx^{2}\to \pi \delta (x)~(k\to \infty )}を用いた。したがって、単位時間あたりの遷移確率 {\displaystyle T_{\mathrm {f} \gets \mathrm {i} }=p_{\mathrm {f} \gets \mathrm {i} }/t} は
{\displaystyle T_{\mathrm {f} \gets \mathrm {i} }={\frac {2\pi }{\hbar }}\left|\langle \psi _{\mathrm {f} }|{\hat {H'}}|\psi _{\mathrm {i} }\rangle \right|^{2}\delta (E_{\mathrm {f} }-E_{\mathrm {i} }-\hbar \omega )}
となる。